# تپه اطراف شهر سوخته ۳۴۶
تپه اطراف شهر سوخته ۳۴۶ مربوط به هزاره سوم و ۲ قبل از میلاد است و در شهرستان زابل، بخش شیب آب، دهستان لوتک، روستای حومه شهر سوخته، ۵/۳ کیلومتری شرق پایگاه باستان‌شناسی واقع شده و این اثر در تاریخ ۲۲ آبان ۱۳۸۶ با شمارهٔ ثبت ۱۹۹۶۳ به‌عنوان یکی از آثار ملی ایران به ثبت رسیده است.